# لهوي وقفي مجهور
لهوي وقفي مجهور (بالإنجليزية: Voiced uvular plosive)، صامت لهوي وقفي مهموس مستخدم في بعض اللغات المحكيّة، يرمز له بالأبجديّة الصوتيّة الدوليّة بالرمز (ɢ)، وبأبجدية مناهج تقييم الكلام الصوتية الموسعة بالرمز (G\).